# Michael John Lema
Michael John Lema (Itigi Mjini, 13 settembre 1999) è un calciatore tanzaniano naturalizzato austriaco, centrocampista del Wacker Burghausen.

## Caratteristiche tecniche
È un esterno sinistro.

## Carriera
Cresciuto nel settore giovanile dello Sturm Graz, ha esordito in prima squadra il 27 maggio 2018 disputando l'incontro di Bundesliga austriaca pareggiato 0-0 contro l'Altach.

## Statistiche
Statistiche aggiornate al 9 settembre 2019.

### Presenze e reti nei club
| Stagione        | Squadra         | Campionato      | Campionato | Campionato | Coppe nazionali | Coppe nazionali | Coppe nazionali | Coppe continentali | Coppe continentali | Coppe continentali | Altre coppe | Altre coppe | Altre coppe | Totale | Totale | Totale |
| Stagione        | Squadra         | Comp            | Pres       | Reti       | Comp            | Pres            | Reti            | Comp               | Pres               | Reti               | Comp        | Pres        | Reti        | Pres   | Reti   |        |
| --------------- | --------------- | --------------- | ---------- | ---------- | --------------- | --------------- | --------------- | ------------------ | ------------------ | ------------------ | ----------- | ----------- | ----------- | ------ | ------ | ------ |
| 2016-2017       | Sturm Graz II   | RL              | 18         | 6          |                 | -               | -               |                    | -                  | -                  |             | -           | -           | 18     | 6      |        |
| 2017-2018       | Sturm Graz II   | RL              | 17         | 4          |                 | -               | -               |                    | -                  | -                  |             | -           | -           | 17     | 4      |        |
| 2018-2019       | Sturm Graz II   | RL              | 12         | 13         |                 | -               | -               |                    | -                  | -                  |             | -           | -           | 12     | 13     |        |
| 2017-2018       | Sturm Graz      | BL              | 1          | 0          | CA              | 0               | 0               | UEL                | 0                  | 0                  |             | -           | -           | 1      | 0      |        |
| 2018-2019       | Sturm Graz      | BL              | 17         | 3          | CA              | 0               | 0               | UCL+UEL            | 0                  | 0                  |             | -           | -           | 17     | 3      |        |
| 2019-2020       | Sturm Graz      | BL              | 5          | 0          | CA              | 1               | 0               | UEL                | 2                  | 0                  |             | -           | -           | 8      | 0      |        |
| Totale carriera | Totale carriera | Totale carriera | 70         | 26         |                 | 1               | 0               |                    | 2                  | 0                  |             | -           | -           | 73     | 26     |        |

## Palmarès

### Club

#### Competizioni nazionali
- ÖFB-Cup: 1

Sturm Graz: 2017-2018